# San Antonio (filme)
San Antonio (prt: Santo Antonio, Cidade sem Lei, ou Santo António; bra: Cidade sem Lei) é um filme estadunidense de 1945 do gênero western, dirigido por David Butler, Robert Florey e Raoul Walsh — os dois últimos sem ser creditados —, com roteiro de Alan Le May e W. R. Burnett e música de Ray Heindorf, Max Steiner e M. K. Jerome.

## Sinopse
Em 1877 o rancheiro Clay Hardin é obrigado a fugir para o México depois de ser baleado, ter seu rancho queimado e seu gado roubado. O responsável é Roy Stuart, sócio do Hotel e Casa de Espetáculos de San Antonio, no Texas. Clay descobre provas sobre o envolvimento de Roy com os bandidos que o roubaram e agora quer retornar para San Antonio. Roy contrata vários pistoleiros para perseguir Clay. Mas esse, com a ajuda do velho amigo Charlie Bell, consegue enganar seus perseguidores e chega à cidade na carruagem particular da cantora Jeanne Starr. Clay e seu inimigo acabam se encontrando num tiroteio nas ruinas do famoso Álamo.

## Elenco
- Errol Flynn...Clay Hardin
- Alexis Smith...Jeanne Starr
- S.Z. Sakall...Sacha Bozic (como S.Z. "Cuddles" Sakall)
- Victor Francen...Legare
- Florence Bates...Henrietta
- John Litel...Charlie Bell
- Paul Kelly...Roy Stuart
- Robert Shayne...Capitão Morgan
- John Alvin...Pony Smith
- Monte Blue...Cleve Andrews
- Robert Barrat...Coronel Johnson
- Pedro de Cordoba...Ricardo Torreon
- Tom Tyler...Lafe McWilliams

## Indicações
- Indicado ao Oscar de "Melhor Canção Original" e "Melhor Direção de Arte para filmes coloridos" (Ted Smith e Jack McConaghy).[4]